# Yola dilatata
Yola dilatata är en skalbaggsart som beskrevs av Régimbart 1906. Yola dilatata ingår i släktet Yola och familjen dykare. Inga underarter finns listade i Catalogue of Life.